# 皇后の品格
『皇后の品格』（こうごうのひんかく）は、2018年11月21日から2019年2月21日まで放送された韓国・SBSで放送されたテレビドラマ。全26話。日本では、KNTVやwowowで放送された他、2020年7月3日にDVDが発売される。架空の皇室を舞台に、突然ミュージカル女優が皇后になるというロマンティックラブサスペンスアクションドラマ。最高視聴率は17.8%。チャン・ナラ、チェ・ジニョク、シン・ソンロクの3人がSBS演技大賞で最優秀演技賞を受賞した。

## キャスト

### 主要人物
- オ・サニー：チャン・ナラ[1]
- ナ・ワンシク／チョン・ウビン：テ・ハンホ／チェ・ジニョク[2]
- イ・ヒョク：シン・ソンロク[3]
- 太后カン氏：シン・ウンギョン
- ミン・ユラ：イ・エリヤ

### 皇室の人々
- イ・ユン：オ・スンユン
- ソ・ガンヒ：ユン・ソイ
- アリ：オ・アリン
- ソジン公主：イ・ヒジン
- 太皇太后チョ氏：パク・ウォンスク
- ソヒョン皇后：シン・ゴウン

### サニーの家族
- オ・グムモ：ユン・ダフン
- オ・ヘロ：ステファニー・リー

### 周辺人物
- ヒョンジュ：キム・ユンジ[4]

### カメオ出演
- 橋で自殺しようとしている女性：パク・ギュリ[5]
- ヤン・ダルヒ：ダソム[6]

## スタッフ
- 脚本：キム・スノク
- 演出：チュ・ドンミン
- 制作：SBS, SM Life Design Group